# 1801年哲學
1801年哲學事件  

## 出生
- 2月1日 – 埃米尔·利特雷，法語詞典編纂者和哲學家，死於1881年。
- 4月19日 – 古斯塔夫·费希纳，死於1887年。
- 6月15日 – 卡洛·卡塔内奥，意大利哲學家和政治家，死於1869年。
- 6月30日 – 弗雷德里克·巴斯夏，法國哲學家，死於1850年。
- 8月10日 – 克里斯丁·赫爾曼·魏塞，福音派神學家和哲學家，死於1866年。

## 死亡
- 1月2日 – 約翰·卡斯帕拉·瓦特爾（英语：Johann Caspar Lavater），瑞士歸正宗，哲學家和作者，生於1741年。
- 3月25日 – 诺瓦利斯，德國作家，生於1772年。[1]
- 4月11日 – 安托萬·德·里瓦羅爾，法國辯論家和政治哲學者，生於1753年。
- 5月30日 – 約翰·米勒（英语：John Millar (philosopher)），蘇格蘭經濟學家，哲學家和歷史學家，生於1735年。